# Jan Cahling
Jan Cahling, född 26 juli 1944, död 1 december 2024, var en svensk tidningsdirektör verksam inom Gefle Dagblad och Mittmediakoncernen.
Cahling var civilekonom med examen från Lunds universitet 1971. Innan han kom till tidningsvärlden arbetade Cahling med marknadsföring på Arla. Där var han bland annat ansvarig för en kampanj som inleddes 1977 och som förknippade yoghurt med långlivade georgier.
Den 1 oktober 1981 efterträdde han Kjell Sundin som marknadsdirektör vid Gefle Dagblad. År 1986 blev han utöver detta även vd för den GD-ägda tidningen Ljusnan. Senare blev han vd för Gefle Dagblads AB. När GD köpte konkurrenten Arbetarbladet blev Cahling vd för det sammanslagna bolaget GävleTidningar AB. Den 1 november 2004 blev Cahling vd för GD:s ägarbolag, som senare bytte namn till Mittmedia Förvaltnings AB.
Under Cahlings tid som vd deltog Mittmedia i konsolideringen av lokaltidningsmarknaden och köpte bland annat Östersunds-Posten, Länstidningen Östersund, Dalarnas Tidningar (Falu Kuriren) och Hälsingetidningar. I samband med att GävleTidningars vd Lena Munkhammar lämnade koncernen i början av 2008 kritiserades Cahling för sin ledarstil och för uttalanden han skulle ha gjort om Munkhammar. Cahling själv hävdade då att han inte fällt några sådana uttalanden.
Cahling slutade som vd år 2011.